# Comitatul Los Angeles, California
Los Angeles, întemeiat în anul 1850, este un comitat situat pe țărmul Pacificului în statul California, SUA.

## Geografie
Comitatul Los Angeles se întinde pe o suprafață de 12.308 km², din care 1.791 km² reprezintă apă. În anul 2005, comitatul avea 9.948.081 de locuitori cu densitate a populației de 988,2 loc./km². Sediul administrativ al comitatului este orașul Los Angeles.
Comitatul este traversat de râurile Los Angeles, Rio Hondo, San Gabriel și Santa Clara. Regiunea munților Santa Clara și San Gabriel aparține de masivul Munții Stâncoși.
De comitat aparțin insulele San Clemente și Santa Catalina, precum și o mare parte din golful Santa Monica.

## Comitate vecine

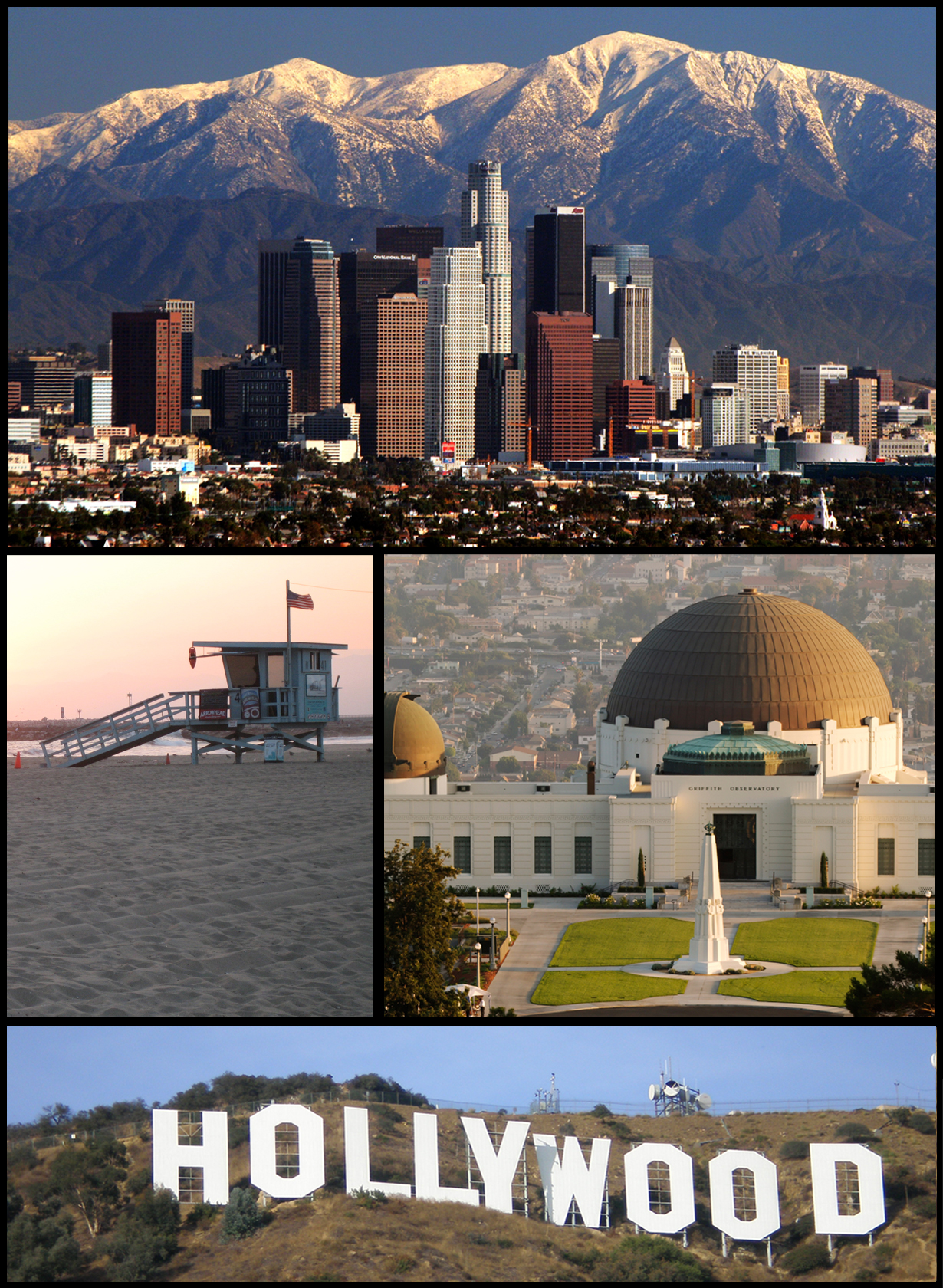
Fotomontaj cu imagini din comitat

## Autostrăzi majore
- Interstate 5
- Interstate 105
- Interstate 405
- Interstate 605
- Interstate 10
- Interstate 110
- Interstate 210
- Interstate 710
- U.S. Route 101
- State Route 1
- State Route 2
- State Route 14
- State Route 18
- State Route 19
- State Route 22
- State Route 23
- State Route 27
- State Route 39
- State Route 47
- State Route 57
- State Route 60
- State Route 66
- State Route 71
- State Route 72
- State Route 90
- State Route 91
- State Route 103
- State Route 107
- State Route 110
- State Route 118
- State Route 126
- State Route 134
- State Route 138
- State Route 170
- State Route 187
- State Route 210
- State Route 213

## Orașe
- Agoura Hills
- Alhambra
- Arcadia
- Artesia
- Avalon
- Azusa
- Baldwin Park
- Bell
- Bell Gardens
- Bellflower
- Beverly Hills
- Bradbury
- Burbank
- Calabasas
- Carson
- Cerritos
- Claremont
- Commerce
- Compton
- Covina
- Cudahy
- Culver City
- Diamond Bar
- Downey
- Duarte
- El Monte
- El Segundo
- Gardena
- Glendale
- Glendora
- Hawaiian Gardens
- Hawthorne
- Hermosa Beach
- Hidden Hills
- Huntington Park
- Industry
- Inglewood
- Irwindale
- La Cañada Flintridge
- La Habra Heights
- La Mirada
- La Puente
- La Verne
- Lakewood
- Lancaster
- Lawndale
- Lomita
- Long Beach
- Los Angeles
- Lynwood
- Malibu
- Manhattan Beach
- Maywood
- Monrovia
- Montebello
- Monterey Park
- Norwalk
- Palmdale
- Palos Verdes Estates
- Paramount
- Pasadena
- Pico Rivera
- Pomona
- Rancho Palos Verdes
- Redondo Beach
- Rolling Hills
- Rolling Hills Estates
- Rosemead
- San Dimas
- San Fernando
- San Gabriel
- San Marino
- Santa Clarita
- Santa Fe Springs
- Santa Monica
- Sierra Madre
- Signal Hill
- South El Monte
- South Gate
- South Pasadena
- Temple City
- Torrance
- Vernon
- Walnut
- West Covina
- West Hollywood
- Westlake Village
- Whittier

## Universități
- American Jewish University, (AJULA), Los Angeles
- Azusa Pacific University, Azusa
- Biola University, La Mirada
- California Institute of Technology (Caltech), Pasadena
- California State Polytechnic University, Pomona, (Cal Poly Pomona), Pomona
- California State University, Dominguez Hills, (CSUDH) Carson
- California State University, Bakersfield, Lancaster
- California State University, Long Beach, (CSULB), Long Beach
- California State University, Los Angeles, (CSULA), Los Angeles
- California State University, Northridge, (CSUN), Northridge (Los Angeles)
- Claremont Graduate University, (CGU)
- Loyola Marymount University (LMU), Westchester (Los Angeles)
- Pepperdine University, Malibu
- Southern California University of Health Sciences, Whittier
- Southwestern University School of Law, Los Angeles
- University of California, Los Angeles, (UCLA) Westwood (Los Angeles)
- University of La Verne, La Verne
- University of Southern California, (USC) Los Angeles
- University of the West, (UWest) Rosemead
- Western University of Health Sciences, Pomona
- Woodbury University, Burbank